# Chiesa di Sant'Eufemia (Neviano degli Arduini)
La chiesa di Sant'Eufemia è un luogo di culto cattolico dalle forme barocche e neoclassiche, situato in via Chiesa a Neviano degli Arduini, in provincia e diocesi di Parma; è sede di una parrocchia compresa nella zona pastorale della Montagna.

## Storia
Il luogo di culto originario fu costruito in epoca medievale; la più antica testimonianza della sua esistenza risale al 31 marzo 1038, quando in un documento notarile fu citato un sacerdote di nome Rimperto, abitante in loco Nuviani.
Nel 1046 il vescovo di Parma Cadalo donò la corte di Neviano, col suo castello e le cappelle del suo territorio, alla badessa Imila del monastero di San Paolo di Parma.
Nel 1230 la Capelle de Niviano de Arduinis fu menzionata nel Capitulum seu Rotulus Decimarum della diocesi di Parma tra le dipendenze della pieve di Bazzano.
Nel 1494 fu nominata per la prima volta la dedicazione del luogo di culto a sant'Eufemia.
Nel 1564 la chiesa fu elevata a sede parrocchiale autonoma.
Nel corso del XVII secolo l'antica chiesa, posizionata in località Ca' Vecchia, fu abbattuta e sostituita con un nuovo edificio barocco, innalzato un po' più a valle.
Tra il 1759 e il 1782 il tempio, ormai degradato, fu parzialmente modificato, con la realizzazione del coro e dell'altare maggiore, la sostituzione delle campane e la ricostruzione della canonica; tra la fine del XVIII secolo e l'inizio del XIX fu riedificata la facciata in forme neoclassiche.
Nel 1828, in seguito alla temporanea assegnazione della pieve di Bazzano alla diocesi di Reggio Emilia, le sei cappelle da essa dipendenti furono assegnate in giurisdizione alla chiesa di Neviano.
Verso la metà del XIX secolo l'edificio fu sottoposto a una serie di lavori, tra cui il rifacimento del pavimento nel 1839 e della scala del campanile nel 1952.
Nel 1924 fu sostituito il battistero.
A partire dal 1949 la chiesa fu ristrutturata; entro il 1953 gli interni furono affrescati dal pittore Emanuele Quintavalla, mentre tra il 1950 e il 1960 le pareti divisorie tra le cappelle laterali furono abbattute.
Nel 1983 un terremoto provocò alcuni danni al tempio, che fu in seguito rinforzato strutturalmente.
Nel 1998 le decorazioni degli interni furono restaurate.

## Descrizione

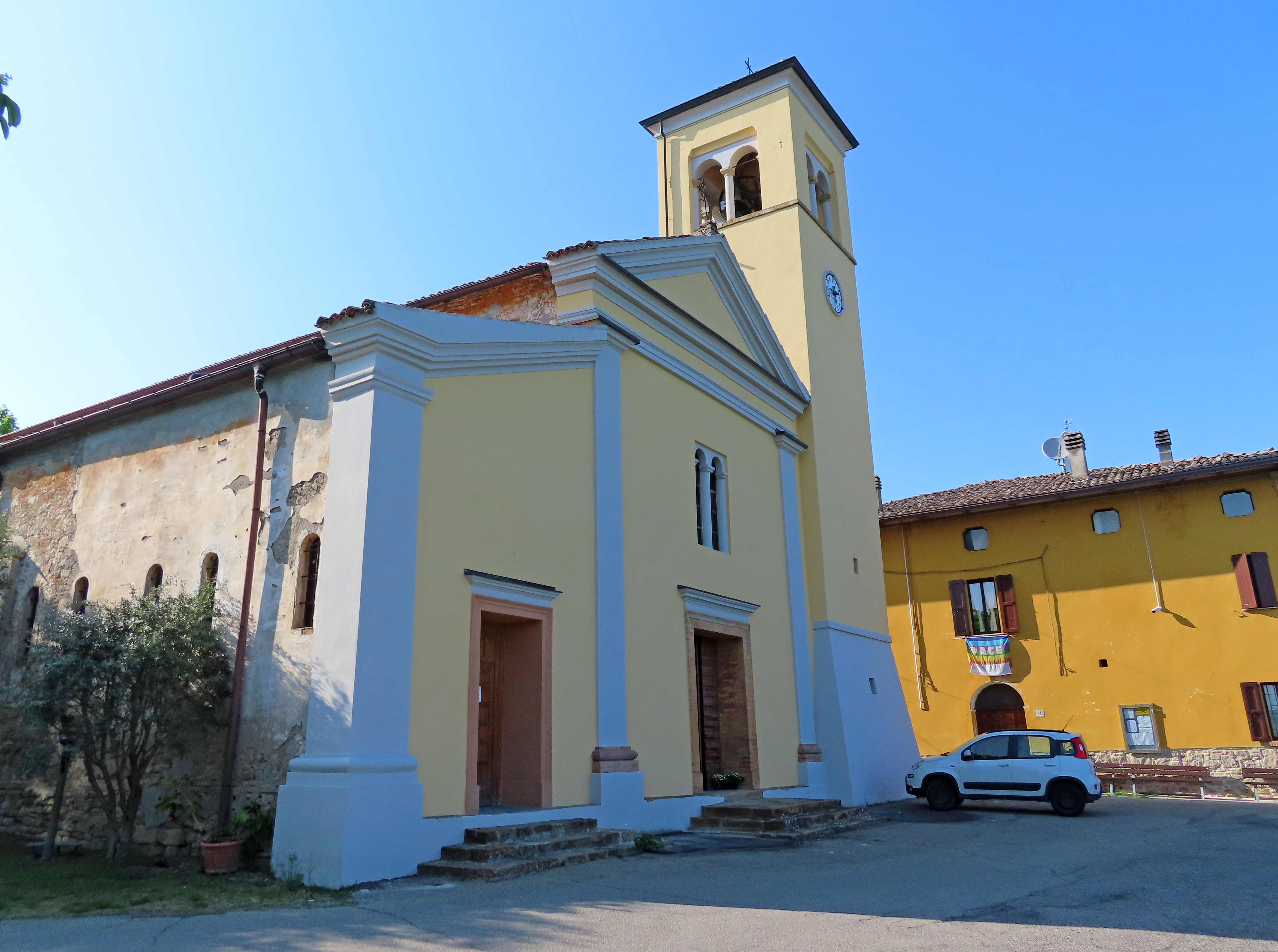
Facciata

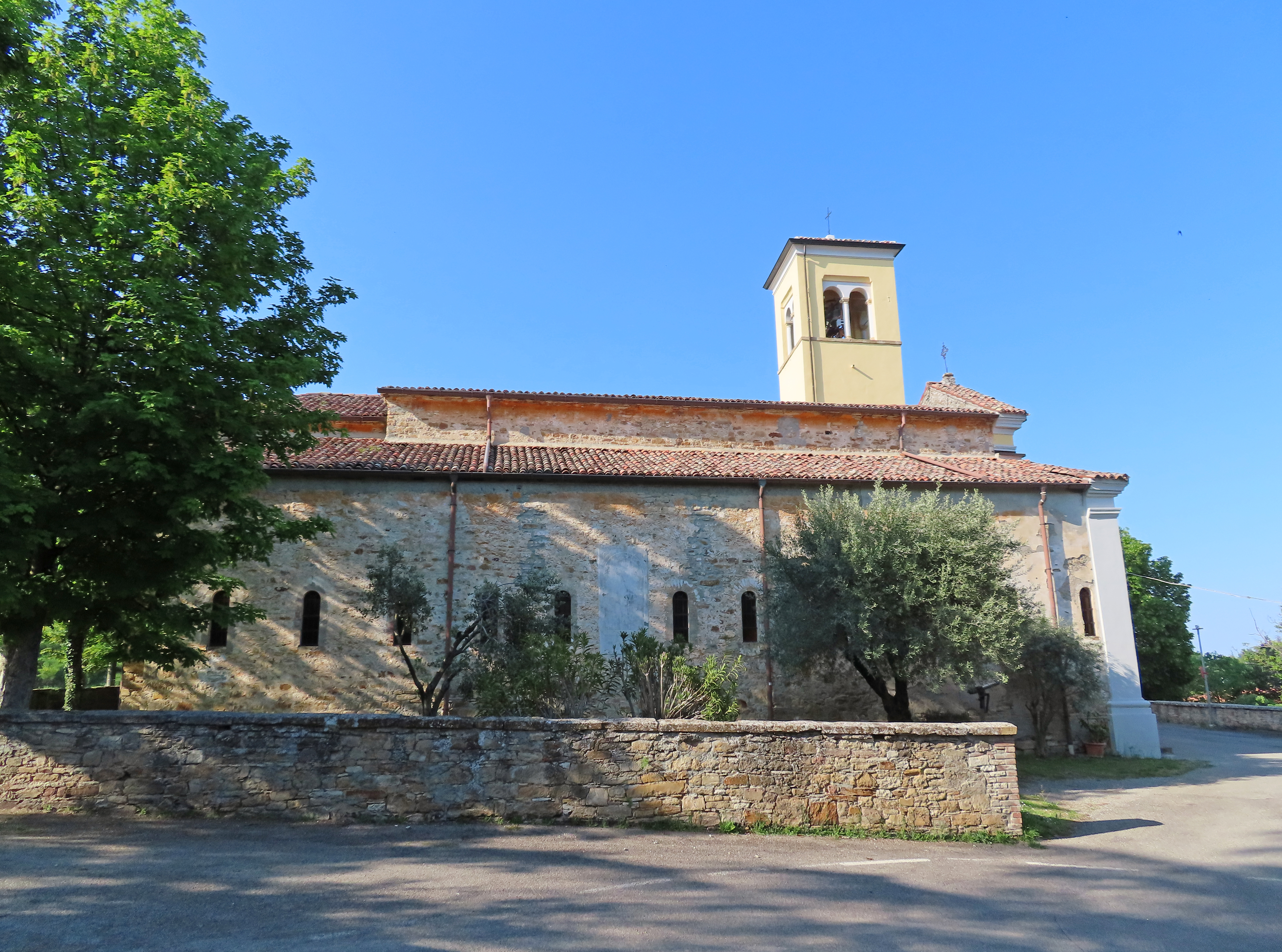
Lato sud

La chiesa si sviluppa su un impianto a navata unica affiancata da quattro cappelle sulla destra e cinque sulla sinistra, con ingresso a est e presbiterio absidato a ovest.
L'asimmetrica facciata a salienti, interamente intonacata, è scandita in tre parti da tre lesene coronate da capitelli dorici. Al centro è collocato l'ampio portale d'ingresso principale, delimitato da una cornice in mattoni e sormontato da un architrave in aggetto; più in alto si apre una bifora, con aperture ad arco a tutto sesto separate da una colonnina dorica; in sommità si staglia il frontone triangolare di coronamento, con cornice modanata in aggetto. Sulla sinistra è posto il portale d'accesso secondario, incorniciato e coronato da un architrave in rilievo; lungo lo spiovente del tetto si allunga un cornicione modanato. Sulla destra si eleva il campanile con basamento a scarpa; la cella campanaria si affaccia sulle quattro fronti attraverso ampie bifore scandite da pilastrini dorici.
I fianchi sono illuminati da piccole monofore ad arco a tutto sesto, aperte sulle cappelle laterali.
All'interno la navata, coperta da una volta a botte lunettata riccamente decorata con affreschi novecenteschi raffiguranti vari simboli biblici, è affiancata da una serie di lesene con capitelli dorici, a sostegno del cornicione perimetrale in rilievo; la cappelle laterali intercomunicanti, chiuse superiormente da volte a botte dipinte, si affacciano sull'aula attraverso ampie arcate a tutto sesto.
Il presbiterio, lievemente sopraelevato, è preceduto dall'arco trionfale ad arco ribassato; l'ambiente, coperto da una volta a botte dipinta, accoglie l'altare ligneo post-conciliare, con mensa proveniente dall'antico altare maggiore realizzato da Andrea Bianchi e Giacomo Zanella nel 1782; sul fondo l'abside, chiusa superiormente dal catino decorato con affreschi raffiguranti alcuni angeli e la Colomba dello Spirito Santo, accoglie nel mezzo la pala del 1782 rappresentante l'Imperatore che condanna sant'Eufemia al Martirio e ai lati due ovali settecenteschi riproducenti l'Annunciazione e il Sogno di san Giuseppe.
La chiesa conserva anche altre opere di pregio, tra cui tre poltrone risalenti all'incirca al 1700, un confessionale ligneo intagliato nei primi anni del XVIII secolo e una credenza realizzata tra 1740 e il 1750.